# Liste der Monuments historiques in Saint-Marcel-Paulel
Die Liste der Monuments historiques in Saint-Marcel-Paulel führt die Monuments historiques in der französischen Gemeinde Saint-Marcel-Paulel auf.

## Liste der Bauwerke
| Bezeichnung      | Beschreibung                  | Standort | Kennzeichnung | Schutzstatus | Datum | Bild           |
| ---------------- | ----------------------------- | -------- | ------------- | ------------ | ----- | -------------- |
| Kirche St-Pierre | Erbaut ab dem 16. Jahrhundert | (Lage)   | PA31000093    | Inscrit      | 2014  | weitere Bilder |

## Liste der Objekte
- Monuments historiques (Objekte) in Saint-Marcel-Paulel in der Base Palissy des französischen Kultusministeriums